# Трансплантологія в Україні
Трансплантологія в Україні.

## Історія
Впродовж першого півріччя 2021 року українські медики виконали 126 операцій з трансплантації органів та було задіяно 20 центрів.
З 2021 по 2023 рік в Україні проведено понад тисячу пересадок органів. 

## Юридичні аспекти
У 2018 році Верховна Рада України ухвалила Закон «Про застосування трансплантації анатомічних матеріалів людині».
У 2019 році до Закону були внесені зміни, які сприяли урегулюванню процесу пересадки анатомічних матеріалів людині. Після цього трансплантація стала більш поширеним та відомим методом лікування в Україні. А саме:
- сформовано стратегію розвитку системи трансплантації в Україні;
- удосконалено наказ про діагностику смерті мозку[11];
- узаконено пересадку органів в тому числі від близьких родичів.

У кінці 2020 року було введено в тестову експлуатацію Єдину державну інформаційну систему трансплантації.
У 2020—2021 рр. було змінено тарифи на проведення всіх видів трансплантацій.

## Регулювання
Координація діяльності учасників системи трансплантації відбувається Спеціалізованою державною установою «Український центр трансплант-координації» (від МОЗ України).

## Трансплантація нирки

### Історія
Першу в світі трансплантацію нирки здійснив український хірург Юрій Вороний 3 квітня 1933 році в Херсоні. Пацієнтка, що намагалася покінчити життя самогубством, прийнявши розчин сулеми, прожила 2 доби та померла..

### Сучасність
В Україні діє шість центрів трансплантації, у яких виконуються операції із трансплантації нирки, печінки та серця:
1. Відділення трансплантації нирки Харківського обласного клінічного центру урології і нефрології імені В. І. Шаповала
2. Відділення трансплантації та хронічного гемодіалізу з ліжками ендокринної хірургії центру трансплантації та хронічного гемодіалізу КУ «ЗОКЛ» ЗОР (Запоріжжя)
3. Відділення хірургії і трансплантації Дніпропетровської обласної клінічної лікарні імені І. І. Мечникова
4. Національний інститут хірургії та трансплантології ім. О. О. Шалімова
5. Відділення трансплантації та діалізу Одеської обласної клінічної лікарні
6. Ковельське міське територіальне медичне об'єднання[17]

Відділення трансплантації Донецької обласної лікарні імені Калініна не проводить операції з 2014 року.
В Україні переважає трансплантація від живого родинного донора, а трансплантація від донора-трупа в останні роки майже не практикується. Так, у 2016 році зробили лише дві операції із пересадки нирки від трупного донора.

## Трансплантація серця

### Історія
В 2001 році Б. М. Тодуров виконав першу трансплантацію серця в Україні на базі кафедри кардіохірургії Національного інституту хірургії та трансплантології імені О. О. Шалімова. Донором був 35-річний чоловік, реципієнтом 36-річний Микола Іщук з Рівненської області. Операційна бригада складалася з п'яти хірургів, двох анестезіологів, лікаря-перфузіолога, групи лаборантів та операційних сестер. Операція тривала майже чотири години і була виконана безкоштовно. Пацієнт з донорським серцем прожив два тижні.
Другу операцію з пересадки Тодуров провів через два роки. Харків'янин Едуард Соколов живе з донорським серцем з 2003 року.

## Трансплантація легенів
12 квітня 2016 у Національному інституті хірургії та трансплантації імені О. О. Шалімова вперше в Україні провели унікальну операцію, пересадивши 29-річній жінці нижні долі легенів живих донорів — її батька й матері. В операції брали участь понад 50 фахівців інституту, вона тривала понад 26 годин. Операцію проводив Олександр Усенко, який очолює інститут Шалімова.
21 вересня 2021 в Україні вперше виконали трансплантацію обох легень від посмертного донора. Пересадку легень провели в лікарні св. Пантелеймона міста Львова. Легені пересадили 56-річному львів'янину Віктору Бабію, який понад десять років мав хронічне захворювання легень, останні чотири роки майже не виходив з квартири та був кисневозалежний. Операцію виконували лікарі львівської лікарні Ігор Гуменний та Роман Домашич з допомогою польських колег з Шльонського центру хвороб серця в Забжу. Операція проводилась через двобічні бокові мініторакотомії, без застосування апарату екстракорпоральної оксигинації. Пацієнт Віктор Бабій був виписаний з лікарні на 37 добу після операції.
24 січня 2023 в Україні вдруге виконали трансплантацію обох легень від посмертного донора і вперше без допомоги колег із-за кордону. Операцію виконали у лікарні св. Пантелеймона міста Львова лікарі кардіохірурги Ігор Гуменний та Роман Домашич. Операція проводилась через двобічні бокові мініторакотомії, без застосування апарату екстракорпоральної оксигинації. Орган отримав киянин Олександр Чернишков — ліквідатор аварії на Чорнобильській АЕС. Олександр хворів на бульозну емфізему легень. Пацієнт був виписаний з лікарні через місяць після операції.
23 березня 2023 в Україні знову провели пересадку легень, яка стала третьою трансплантацією цього органу в Україні. Нові легені і шанс на нове життя отримав 51-річний чоловік, який мав складне захворювання легень і за 2 тижні до пересадки переніс коронавірусну хворобу, що дуже ускладнило його стан. Пацієнт перебував на постійній кисневій підтримці. Операція тривала 12 год. Операцію виконали в лікарні "Феофанія" у Києві.
14 квітня 2023 в лікарні св. Пантелеймона міста Львова в лікарні втретє успішно пересадили легені. Ця трансплантація стала четвертою трансплантацією легень в Україні. Донорський орган отримав 44-річний житель Слов'янська. Операцію виконано у відділенні кардіохірургії та трансплантації серця командою кардіохірургів на чолі з Ігорем Гуменним та Романом Домашичем.

## Трансплантація печінки
У 1994 році в Запорізькому центрі трансплантології професор Олександр Семенович Никоненко провів першу в Україні трансплантацію печінки від померлого донора. До 2000 року в Україні було виконано 7 трансплантацій печінки, 4 з яких були успішні. У 2001 році, проф. В. Ф Саєнко та О. Г. Котенко вперше в країні провели трансплантацію частини печінки від живого родича донора в Національному інституті хірургії та трансплантології імені О. О. Шалімова.
Ювілейну, 100-ту операцію з пересадки печінки в Україні здійснили фахівці Інституту хірургії та трансплантології імені О. О. Шалімова у 2012 році.